# Szkopolamin
A szkopolamin vagy  hioszcin (C17H21NO4) a tropánalkaloidok közé tartozó gyógyszeranyag, melyet a burgonyafélék (Solanaceae) családjába tartozó növényekből nyernek például a beléndekből (Hyoscyamus niger)  és a maszlagokból (Datura fajok).
A molekula a növény szekunder metabolizmusa során keletkezik.
Az anyag igen mérgező, ezért alacsony dózisokban alkalmazzák. Túladagolása delíriumot, érzéki csalódást, hallucinációt, bénulást és halált okozhat.
Giovanni Antonio Scopoliról nevezték el a  szkopolamin alkaloidát, melynek forrását, a Scopolia carniolica - Farkasbogyó (lásd: Gyógynövények listája) nevű növényt ő írta le elsőként.
A VIII. Magyar Gyógyszerkönyvben  három formája hivatalos:
| Szkopolamin             | Scopolaminum              |
| Szkopolamin-butilbromid | Scopolamini butylbromidum |
| Szkopolamin-hidrobromid | Scopolamini hydrobromidum |